# Cyclea racemosa
Cyclea racemosa är en tvåhjärtbladig växtart som beskrevs av Daniel Oliver. Cyclea racemosa ingår i släktet Cyclea och familjen Menispermaceae. Utöver nominatformen finns också underarten C. r. emeiensis.